# Prurigo nodularis
Die Prurigo nodularis ist eine seltene Hautkrankheit mit juckenden (Prurigo) Hautknötchen meist an den Gliedmaßen. Die Erkrankung ist eine Unterform der chronischen Prurigo und wird als Maximalform der Prurigo simplex subacuta angesehen. Unter allen Formen des Juckreizes gilt sie als die stärkste Form.
Synonyme sind: lateinisch Lichen obtusus corneus; Urticaria perstans chronica papulosa; Urticaria perstans verrucosa; Lichenificatio maculopapulosa; Lichenificatio nodularis; Tuberosis cutis pruriginosa; Lichen corneus disseminatus; Neurodermitis nodosa; Eccema verrucosum callosum; Papulae obtusae; Eccema verrucosum callosum nodulare; noduläre Prurigo; englisch Picker’s nodule; Hyde prurigo nodularis.
Die Erstbeschreibung erfolgte im Jahre 1909 durch James Nevins Hyde (1840–1910) und F. H. Montgomery.

## Verbreitung
Die Häufigkeit wird mit unter 1 zu 1.000.000 angegeben. Beide Geschlechter sind betroffen, ältere Menschen etwas häufiger. Eine dunklere Haut und eine afrikanische Abstammung sind mit einem höheren Risiko verbunden, in den USA sind überproportional viele Afroamerikaner betroffen, während die Knötchen bei „Weißen“ eher tiefer reichen – und möglicherweise eine molekulare Heterogenität ausdrücken.

## Ursache
Die Ursache ist noch ungeklärt. Die Prurigo nodularis kann mit einer Reihe chronischer Erkrankungen assoziiert sein, wie Diabetes mellitus, HIV oder chronischen Nierenerkrankungen. Sie kommt auch häufiger bei atopischer Dermatitis, Lymphom der Haut, Infektion der Haut mit Mykobakterien oder bullösen Hauterkrankungen vor.
Bei der Pathogenese der Prurigo nodularis liegt auch eine Form der „neuronalen Sensitivierung“ vor, wodurch die Juckreiz-verarbeitenenden Nervenzellen getriggert und aktiviert werden und hierdurch einen „Juckreiz-Kratz-Zyklus“ (itch-scratch-cycle) unterhalten. Auch eine Entzündungsreaktion in der Haut und die neuronale Plastizität spielen eine Rolle, histopathologisch finden sich Veränderungen der Nervenfasern in der Haut sowie Entzündungszellen in der Dermis. Der Juckreiz kann bei dieser Krankheit durch Freisetzung von Tryptase, Interleukin 31, Prostaglandine, das Eosinophile kationische Protein und Neuropeptide durch Entzündungszellen, Mastzellen und Nervenfasern ausgelöst werden.
Insbesondere wurde eine bis zu 50-fach gesteigerte Produktion der Interleukin-31-mRNA in den Knötchen beobachtet. Interleukin 31 wird vor allem durch aktivierte CD4-positive T-Zellen ausgeschüttet, die pro-inflammatorisch wirken, und konnte als Auslöser von Juckreiz bei atopischer Dermatitis und Prurigo nodularis identifiziert werden.
Interleukin 31 wurde bereits als „Juckreiz-Zytokin“ bezeichnet und bindet an einen heterodimeren Rezeptor, der aus dem Interleukin-31-Rezeptor A und der Oncostatin-M-Rezeptor-β-Untereinheit OSMRβ besteht. Der IL-31-Rezeptor A wird am stärksten in den sensorischen Nervenzellen der Spinalganglien des Rückenmarks exprimiert, die auch eine erhöhte Ko-Expression der Juckreiz-Sensoren und von Entzündungsmediatoren einer neurogenen Entzündung aufweisen, zu denen TRPV-1 und NPPB gehören. Ebenso induziert Interleukin 31 die Phosphorylierung und somit Aktivierung der Signaltransduktoren des JAK-STAT-Signalweg JAK1 und JAK2, die als Mediatoren des Juckreizes bekannt sind.

## Klinische Erscheinungen
Die sehr stark juckenden Knötchen sind hyperkeratotisch (derb), mit Wundschorf bedeckt oder aufgekratzt und hellrot bis blassrot (bei hellem Pigmentationstyp). Sie sind einige Millimeter groß, können aber auch 2–3 cm erreichen. Selten treten nur einige Knötchen auf, es können bis mehrere hundert Knötchen vorkommen. Selten finden sich die Knötchen nur in einer umschriebenen Region, meist treten sie generalisiert auf. Dann zeigt sich oft ein symmetrisches Auftreten vor allem auf den Streckseiten von Armen und Beinen sowie am Rumpf. In der Regel sind Gesicht, Fußsohlen und Handflächen nicht betroffen.
Durch Aufkratzen können auch sekundäre Infektionen entstehen.

## Differentialdiagnose
Abzugrenzen sind andere Prurigo-Formen wie Prurigo chronica multiformis, Prurigo simplex subacuta, atopisches Ekzem, Lichen planus verrucosus und die Prurigoform des bullösen Pemphigoids.

## Therapie
Es gibt keine kausale Therapie, und die Behandlung erfolgt lediglich symptomatisch, um den Juckreiz zu reduzieren und Folgen wie Wunden und sekundäre Infektionen zu verhindern und zu therapieren.
Bei fast allen Patienten versagen topische Cortisonpräparate nach anfänglichen leichten Erfolgen, auch Antihistaminika sind unwirksam. Die meisten Patienten haben auch keine Linderung unter Therapieversuchen mit Methotrexat, Gabapentin, Pregabalin oder Phototherapie. Die einzigen systemischen Medikamente, die eine deutliche Wirkung zeigen, sind Cyclosporin und Thalidomid, jedoch mit erheblichen unerwünschten Wirkungen.
Besonders bei der Prurigo nodularis leiden Patienten vermehrt unter Angst, Depressionen und haben vermehrt Suizidgedanken.
Ein neuer Ansatz besteht in der Behandlung mit dem noch experimentellen monoklonalen Antikörper Nemolizumab, der 2020 in einer Phase-II-Studie der Universitätsklinik Münster im Rahmen der Arzneimittelzulassung gute Ergebnisse zeigte, jedoch bisher nicht zugelassen ist. Dieser humanisierte Antikörper gegen den menschlichen Interleukin-31-Rezeptor wurde wöchentlich subkutan injiziert und dabei mit Placebo in einer doppelblinden randomisierten kontrollierten Studie verglichen. Dabei sank der Juckreiz-Score nach vier Wochen um signifikante 53 % gegen 20 % in der Placebo-Gruppe, während die Differenz nach zwölf Wochen vermutlich aufgrund der kleinen Population nicht signifikant war (61 % gegen 27 %). Die Wirkung setzte jedoch schnell ein und war langanhaltend (nach 18 Wochen, sechs Wochen nach der letzten Injektion: noch 58 % gegen 26 %), zudem reduzierte sich die Zahl der Knötchen, zeigten sich mehr abgeheilte Knötchen, waren Schlaf und Lebensqualität deutlich verbessert. Unter Nemolizumab zeigten sich vermehrt Bauchschmerzen und Durchfall sowie muskuloskelettale Schmerzen. Nemolizumab gilt insbesondere als vielversprechendes Medikament für Patienten mit atopischer Dermatitis (AD / Neurodermitis) und Juckreiz.